# Oslo 1985
Oslo 1985 (norska: Våre beste år) är en norsk komediserie vars första säsong består av tio avsnitt och som hade premiär på NRK den 30 augusti 2024. Serien är skapad av Eivind Holmboe och Ole-Martin Ihle.

## Handling
Serien utspelar sig i Oslo 1985 och handlar om den vänsterradikala familjen Ihle som flyttar in i ett av Oslos mest exklusiva bostadsområden och möter kapitalister, kabel-tv och en framväxande högervåg.

## Rollista (i urval)
- Pernille Sørensen - Siri Ihle
- Cala Holmboe - Simone Ihle
- Tobias Kaarfald - Ole Martin Ihle
- Alfred Lorentzen-Spydevold - Preben Vold
- Ameli Olving Sælevik - Amalie Vold
- Nena Alina Kaur - Simran
- Torfinn Nag - Reiulf